# 高美
高美，是臺灣臺中市清水區的一個傳統地域名稱，位於該區西北部。相較於今日行政區，其範圍包括高北里不含大甲溪以北部分的中東段、高東里不含北部邊界地帶、高美里、高西里、高南里不含最南端，以及大安區南埔里西南部。

## 歷史
台灣清治末期，高美地區為一街庄，稱為「高美庄」，隸屬於大肚上堡。該庄輪廓略呈三角形，西臨臺灣海峽，東北與南埔庄、東勢尾庄、六塊厝庄為鄰，東南邊為三塊厝庄、四塊厝庄。
1901年（日明治三十四年）11月，全台廢縣廳改設二十廳，該庄隸屬於臺中廳。1903年（明治三十六年）6月，該庄編入「四塊厝區」，仍隸屬於臺中廳。1909年（明治四十二年）10月，全台二十廳合併為十二廳，四塊厝區隸屬不變。1920年（大正九年），全台地方制度大改正，該庄改制為「高美」大字，隸屬於臺中州大甲郡清水街。
戰後清水街改制為清水鎮，隸屬於臺中縣，大字亦改制為里。1950年10月，中、彰、投分治，清水鎮隸屬不變。2010年12月，隨著臺中縣、市合併為直轄臺中市，清水鎮改制為清水區。

## 聚落
本地區發展較早的聚落有蕃仔藔、溪底、頂海口、下牛埔、舊庄、頂牛埔、溪頭等，在日治期初期的官方地圖上已有記載。此外，本地區尚有趙厝、王厝、許厝、董厝、陳厝、洪厝、魚寮、田中央、下厝、甲三、蔡厝、十二甲等聚落。

## 交通
省道台17線又稱「西部濱海公路」，是臺中市清水區甲南至屏東縣枋寮鄉水底寮的幹道，大致以東北東－西南西走向經過高美地區南部邊界地帶。由該道路向東北東可前往三塊厝的甲南並止於省道台1線路口，向西南西轉南南西可前往梧棲、龍井、伸港、線西、鹿港等地。
省道台61線又稱「西部濱海快速公路」，是新北市八里至臺南市安南的快速公路，大致以北北東－南南西走向蜿蜒經過高美地區中部偏西地帶，由此可快速前往台灣西部海岸各地。
區道中48線（護岸路）是高北至甲南的道路，也是大甲溪下游南岸堤防下的道路，其西側端點位於本地區西北部王厝聚落北側的區道中49線路口。由此向東南東經省道台61線高架橋下後直行，出境後可前往三塊厝北部並止於省道台1線路口。
區道中49線（護岸路縱線、高美路）是高北至清水的道路，其北側端點位於本地區西北部王厝聚落北側的區道中48線路口。由此向南南西經省道台61線高架橋下、高美國小後轉南南東蜿蜒而行，出境後可前往四塊厝、三塊厝西南端、田寮並止於省道台10乙線路口。
區道中50線（高美路、三美路、溪頭路）是魚寮至甲南的道路，其西側端點位於本地區西部魚寮海邊的高美濕地。由此向東蜿蜒而行，經省道台61線高架橋下、區道中49線、區道中51線起點路口，續行至出境後可前往三塊厝中部並止於省道台1線路口。
區道中51線（三美路）是高東至三塊厝的道路，其北側端點位於本地區中部偏東南頂牛埔聚落東南側的區道中50線路口。由此向南南東蜿蜒而行，出境後可前往三塊厝並止於區道中49線路口。

## 學校
- 高美國小
- 高西托兒所

## 景點
- 高美濕地
- 高美濕地遊客中心